# Хохлачи (рыбы)
Хохлачи (лат. Lopholatilus) — род лучепёрых рыб семейства малакантовых (Malacanthidae). Морские придонные рыбы. Распространены в западной части Атлантического океана у побережья Северной и Южной Америки. Максимальная длина тела от 107 (Lopholatilus villarii) до 125 (Lopholatilus chamaeleonticeps) см.

## Классификация
В настоящее время в этом роде 2 признанных ныне живущих вида:
- Lopholatilus chamaeleonticeps Goode &  Bean, 1879 — Северный хохлач, или гребнеголов, или северный тайлфиш
- Lopholatilus villarii A. Miranda-Ribeiro, 1915 — Южный тайлфиш, или аргентинский хохлач

Также род включает 1 вымерший вид:
- †Lopholatilus ereborensis Carnevale & Godfrey, 2014